# علی‌اکبر رحمانی
علی‌اکبر رحمانی (زاده ۱۳۲۹ شمیران) سیاستمدار ایرانی استاندار سابق تهران در زمان دولت اصلاحات، استاندار گیلان بوده‌است.